# Список станций Новосибирского метрополитена

Схема Новосибирского метрополитена

Это список станций Новосибирского метрополитена — системы линий метрополитена в Новосибирске.

## Линии и станции
|  |  |

|  |  |

|  |  |  |  |

|  |  |  |  |

|  |  |

|  |  |

|  |  |

|  |  |  |  |

|  |  |  |  |

|  |  |

|  |  |

|  |  |

|  |  |

|  |  |

|  |  |

|  |  |

|  |  |  |  |

|  |  |  |  |

|  |  |

|  |  |

|  |  |

|  |  |  |  |

|  |  |  |  |

|  |  |

|  |  |

|  |  |

|  |  |

|  |  |

|  |  |

|  |  |

|  |  |  |  |

|  |  |  |  |

|  |  |

|  |  |

|  |  |

|  |  |  |  |

|  |  |  |  |

|  |  |

|  |  |

|  |  |

|  |  |

|  |  |

|  |  |

|  |  |

|  |  |  |  |

|  |  |  |  |

|  |  |

|  |  |

|  |  |

|  |  |  |  |

|  |  |  |  |

|  |  |

|  |  |

|  |  |

|  |  |

|  |  |

|  |  |  |  |  |

|  |  |  |

|  |

|  |

|  |

|  |

|  |

|  |

|  |

|  |  |  |  |  |

|  |  |  |

|  |

|  |

|  |

|  |

|  |

|  |

|  |

|  |  |  |  |  |

|  |  |  |

|  |

|  |

|  |

|  |

|  |

|  |

|  |

|  |  |  |  |  |

|  |  |  |

|  |

|  |

|  |

|  |

|  |

|  |

|  |

## Проектируемые станции

### Ленинская линия
- «Северная»

Станция Ленинской линии, следующая за «Ботаническим садом». Название связано с расположенным вблизи посёлком Северный.
- «Авиационная»

Станция Ленинской линии, следующая за «Северной». Название временное, и связано с находящимся рядом городским аэропортом (ныне эксплуатация прекращена). Ко времени строительства станции планируется застройка территории бывшего аэропорта, и продление Красного проспекта в сторону жилмассива Родники. Будет пересадочным узлом на одноимённую станцию перспективной Октябрьской линии.
В настоящее время (2010-е годы) рассматривается постройка трёх станций: «Северной» (в районе бывшего аэропорта) и ещё двух — в районе двухуровневых транспортных развязок Ельцовской и Космической скоростных магистралей.

### Дзержинская линия

#### Развитие на восток
- «Доватора» (второе, рабочее название: «Гусинобродская»).

Станция Дзержинской линии, следующая за «Золотой Нивой». Открытие запланировано в 2020-е годы.
- «Волочаевская» (второе, рабочее название: «Молодёжная»).

Зонная станция Дзержинской линии, следующая за «Доватора». Открытие запланировано в 2020-е годы. За ней планируется строительство Волочаевского депо (ТЧ-2).

#### Левобережное развитие
- «Речпорт» («Речной порт»). Станция Дзержинской линии, следующая за станцией «Площадь Гарина-Михайловского». Будет расположена в левобережье Оби. Между этими станциями будет построен метромост. Открытие состоится не ранее 2035 года.
- «Комсомольская». Станция Дзержинской линии, следующая за станцией «Речной порт». Будет расположена в районе жилмассива Затон. Открытие состоится не ранее 2035 года.
- Существует перспектива продления Дзержинской или же Кировской линии на север, до посёлка Кудряши.
- Согласно карте-схеме комплексного развития общественного транспорта г. Новосибирска от 2007 года до моста через Обь должны быть построены ещё 3 станции: одна — в районе улицы Владимировская, другая — улицы Ногина, а третья — около Заельцовского парка.

## Перспективные линии

### Первомайская линия
Линия, согласно планам, должна состоять из десяти станций. За станцией «Чкаловская» должно располагаться, согласно проекту, метродепо.
- ТЧ-3 «Усть-Камышенское»
- Чкаловская Проектные названия: «Восточная»[2]

#### Развитие на юг
- «Площадь Станиславского»

Станция Ленинской линии, следующая за «Площадью Маркса». Двухэтажная колонная станция мелкого заложения, с боковыми платформами. Открытие было запланировано на 2013 год, однако по состоянию на 2024 год строительство не начато, а начало работ отложено на неопределённый срок.
- Существует перспектива продления Ленинской линии на запад от «Площади Станиславского». Планируется постройка ещё двух станций — «Пермской» и «Южной»[источник не указан 296 дней].

#### Развитие на север
Согласно разработанному в 1980-х годах проекту развития линии (проект института «Новосибирскметропроект»), на север от станции «Площадь Калинина» («Заельцовская») должны были расположиться три станции метро:
- «Ботанический сад»
Станция Ленинской линии, следующая за «Заельцовской». Будет расположена под Красным проспектом неподалёку от «Сибирской ярмарки», улицы Дмитрия Донского и Ботанического жилмассива. Проектное название: «Ждановская»[2], «Чкаловская».
- Дворец Культуры
- Дзержинская
- Берёзовая роща
- Каменская Проектные названия: «Орджоникидзе»[2].
- Октябрьская
- Никитинская
- Дунайская
- Камышенская
- Взлётная

Две станции Первомайской линии — «Дворец культуры им. Чкалова» и «Сад Дзержинского», которые будут находиться в Дзержинском районе, одобрили на слушаниях в ноябре 2012 года. Ещё три станции линии — «Каменская», «Октябрьская» и «Никитинская» были утверждены в конце декабря 2012 года. При этом станция «Октябрьская» станет пересадочной — с неё пассажиры смогут пересесть на Ленинскую линию. Протяжённость этой части Первомайской ветки составляет порядка 5,1 км. Ранее, в 2011 году, были утверждены ещё три станции Первомайской линии — «Инюшенский бор», «Камышенская» и «Инская». Они разместятся вдоль продолжения улицы Кирова.

### Кировская линия
Линия должна будет расположиться в Кировском и Ленинском районах г. Новосибирска, соединяя север и юг левобережья. Она будет состоять, как минимум, из восьми станций.
- Комсомольская-2
- Заводская (проектное: «Станционная»[2])
- Покрышкинская (вариант: «Площадь Энергетиков»)
- Ватутина (вариант: «Ватутинская»)
- Площадь Маркса-2
- Гвардейская
- Кировская < ТЧ-4 Кировское
- Громовская
- Чемская

После станции «Чемская» проектировщики предлагали продлить линию дальше на юг, к посёлку Краснообск (ВАСХНИЛ).
Авторами предлагался и другой вариант трассировки: от площади Карла Маркса линию пустить не к Затулинскому жилмассиву через улицу Сибиряков-Гвардейцев, а по улице Ватутина — к Северо-Чемскому жилмассиву.
Две из станций Кировской линии, «Громовская» и «Чемская», были утверждены в апреле 2012 года на слушаниях проекта планировки территории.

### Октябрьская линия
Линия будет состоять из одиннадцати станций, и соединять между собой все прочие правобережные линии новосибирского метро. Предположительно, будет строиться в последнюю очередь.
- «Родники-2»
- «Снегири (станция метро)»
- «Юбилейная (станция метро, Новосибирск)»
- «Богдана Хмельницкого (варианты: „Учительская“)»
- «Трикотажная (варианты: «Авиастроителей», «Вокзальная»)»
- «Дворец культуры-2»
- «Автопарк»
- «Доватора-2»
- «Плющиха (станция метро, Новосибирск)»
- «Педагогический университет»
- «Взлётная-2»